# Rytidosperma sorianoi
Rytidosperma sorianoi là một loài thực vật có hoa trong họ Hòa thảo. Loài này được Nicora miêu tả khoa học đầu tiên năm 1973.